# باروتسفيل (تينيسي)
باروتسفيل (بالإنجليزية: Parrottsville, Tennessee)‏ هي بلدة تقع بولاية تينيسي في الولايات المتحدة. تأسست عام 1769، تبلغ مساحتها 0.9 (كم²)، وترتفع عن سطح البحر 363 م، بلغ عدد سكانها 263 نسمة في عام 2010 حسب إحصاء مكتب تعداد الولايات المتحدة .

## التركيبة السكانية
حدّد مكتب تعداد الولايات المتحدة بيانات التركيبة السكانية لباروتسفيل في تعداد الولايات المتحدة. في ما يلي، التركيبة السكانية حسب تعدادي 2000 و2010.

### تعداد عام 2000
بلغ عدد سكان باروتسفيل 207 نسمة بحسب تعداد عام 2000، وبلغ عدد الأسر 79 أسرة وعدد العائلات 61 عائلة مقيمة في البلدة. في حين سجلت الكثافة السكانية 107.8 نسمة لكل كيلومتر مربع (279.2/ميل2). وبلغ عدد الوحدات السكنية 85 وحدة بمتوسط كثافة قدره 44.3 لكل كيلومتر مربع (114.7/ميل2).
وتوزع التركيب العرقي للبلدة بنسبة 94.20% من البيض و4.35% من الأمريكيين الأفارقة و1.45% من عرقين مختلطين أو أكثر و0.48% من الهسبانيون أو اللاتينيون من أي عرق.
بلغ عدد الأسر 79 أسرة كانت نسبة 41.8% منها لديها أطفال تحت سن الثامنة عشر تعيش معهم، وبلغت نسبة الأزواج القاطنين مع بعضهم البعض 58.2% من أصل المجموع الكلي للأسر، ونسبة 15.2% من الأسر كان لديها معيلات من الإناث دون وجود شريك،  بينما كانت نسبة 3.8% من الأسر لديها معيلون من الذكور دون وجود شريكة وكانت نسبة 22.8% من غير العائلات. تألفت نسبة 20.3% من أصل جميع الأسر من عدة أفراد يعيشون في نفس المنزل ونسبة 10.1% كانت تتألف من شخص يعيش بمفرده يبلغ من العمر 65 عاماً أو أكثر. وبلغ متوسط حجم الأسرة المعيشية 2.62، أما متوسط حجم العائلات فبلغ 3.00.
بلغ العمر الوسطي للسكان 34.1 عاماً. وكانت نسبة 26.6% من القاطنين تحت سن الثامنة عشر، وكانت نسبة 10.1% بين الثامنة عشر والرابعة والعشرين عاماً، ونسبة 31.9% كانت واقعةً في الفئة العمرية ما بين الخامسة والعشرين والرابعة والأربعين عاماً، ونسبة 18.8% كانت ما بين الخامسة والأربعين والرابعة والستين، ونسبة 12.6% كانت ضمن فئة الخامسة والستين عاماً فما فوق. يوجد لكل 100 أنثى 101.0 ذكر، ويوجد لكل 100 أنثى في الثامنة عشر من عمرها فما فوق 94.9 ذكر.
بلغ متوسط دخل الأسرة في البلدة 31,458 دولارًا، أما متوسط دخل العائلة فبلغ 30,000 دولارًا. وكان متوسط دخل الذكور 26,607 دولارًا مقابل 19,000 دولارًا للإناث. وسجل دخل الفرد الخاص بالبلدة 13,409 دولارًا. وكانت نسبة 7.4% من العائلات ونسبة 11.5% من السكان تحت خط الفقر، وكان من هؤلاء نسبة 16.7% تحت سن الثامنة عشر ونسبة 11.5% في الخامسة والستين من العمر وما فوق.

### تعداد عام 2010
بلغ عدد سكان باروتسفيل 263 نسمة بحسب تعداد عام 2010، وبلغ عدد الأسر 100 أسرة وعدد العائلات 70 عائلة مقيمة في البلدة. في حين سجلت الكثافة السكانية 137 نسمة لكل كيلومتر مربع (354.8/ميل2). وبلغ عدد الوحدات السكنية 108 وحدة بمتوسط كثافة قدره 56.2 لكل كيلومتر مربع (145.6/ميل2).
وتوزع التركيب العرقي للبلدة بنسبة 87.07% من البيض و3.80% من الأمريكيين الأفارقة و0.38% من الأمريكيين الأصليين و0.76% من الأمريكيين ذوي الأصول الآسيوية و1.90% من الأعراق الأخرى و6.08% من عرقين مختلطين أو أكثر و3.04% من الهسبانيون أو اللاتينيون من أي عرق.
بلغ عدد الأسر 100 أسرة كانت نسبة 33% منها لديها أطفال تحت سن الثامنة عشر تعيش معهم، وبلغت نسبة الأزواج القاطنين مع بعضهم البعض 51% من أصل المجموع الكلي للأسر، ونسبة 14% من الأسر كان لديها معيلات من الإناث دون وجود شريك،  بينما كانت نسبة 5% من الأسر لديها معيلون من الذكور دون وجود شريكة وكانت نسبة 30% من غير العائلات. تألفت نسبة 26% من أصل جميع الأسر من عدة أفراد يعيشون في نفس المنزل ونسبة 9% كانت تتألف من شخص يعيش بمفرده يبلغ من العمر 65 عاماً أو أكثر. وبلغ متوسط حجم الأسرة المعيشية 2.63، أما متوسط حجم العائلات فبلغ 3.14.
بلغ العمر الوسطي للسكان 39.5 عاماً. وكانت نسبة 24.3% من القاطنين تحت سن الثامنة عشر، وكانت نسبة 8.7% بين الثامنة عشر والرابعة والعشرين عاماً، ونسبة 24% كانت واقعةً في الفئة العمرية ما بين الخامسة والعشرين والرابعة والأربعين عاماً، ونسبة 31.6% كانت ما بين الخامسة والأربعين والرابعة والستين، ونسبة 11.4% كانت ضمن فئة الخامسة والستين عاماً فما فوق. وتوزع التركيب الجنسي للسكان بنسبة 49.4% ذكور و50.6% إناث.

## أعلام
- كينيث كارترايت باتي

## وصلات خارجية
- www.parrottsvilletn.com
- The US50 - Cities and Towns in Tennessee State
- Tennessee Cities and Towns, Facts, Map, Flag, Colleges, Government, and More